# 小林義明
小林 義明（こばやし よしあき、1936年9月8日 - ）は、日本の元映画監督・プロデューサー。主に特撮テレビドラマ作品を手がける。東映に所属していた。株式会社自由メディア代表。

## 経歴
1952年　東京教育大学附属中学校（現・筑波大学附属中学校）卒業。1955年　東京教育大学附属高等学校（現・筑波大学附属高等学校）卒業。1960年　日本大学藝術学部を卒業後、東映東京撮影所に入社。
佐伯清に師事し、社員監督の立場で数々の作品に携わる。最初に助監督としてついた作品は片岡千恵蔵主演の『二発目は地獄行きだぜ』（1960年1月27日公開）、デビュー作品は1966年のテレビドラマ『刑事さん』。その後、労働組合の幹部になったことから2年ほど労働を禁じられていたが、労使交渉により復帰し、吉川進プロデューサーの招きにより、1978年の『スパイダーマン』より特撮作品の演出に進出。1980年頃から宇宙刑事シリーズ、仮面ライダーシリーズなど子供向けドラマ作品に多く携わった。また下記監督作品以外では『Gメン'75』『特捜最前線』などのオープニング演出でも有名。脚本の方も「林強生」という名義で執筆していたことがあった。
1987年より東映テレビ事業部第2制作部制作『おもいっきり探偵団 覇悪怒組』のプロデュースを担当。東映不思議コメディーシリーズラストの『有言実行三姉妹シュシュトリアン』まで全作品において企画に携わった。その傍ら数々の作品で監督業も継続的に行った。
1996年のスーパー戦隊シリーズ『激走戦隊カーレンジャー』のパイロット（第1話・第2話）を演出後、東映を定年退職。2012年4月3日、仲間と共に株式会社自由メディアを設立し、インターネットで番組中継の仕事に従事している。

## 人物・評価
- 最初は脚本家志望で、大学では脚本コースを選び、脚本家・菊島隆三の講義に出席するなどしていた[3]。
- 『刑事さん』でのデビューは、本来監督を務める予定であった村山新治がクランクイン直前に胆石で倒れ降板し、村山の元で助監督を務めていた小林が抜擢されたものであった[2]。
- 『電子戦隊デンジマン』に出演した小泉あきらは、監督の中でいちばん怖かったのが小林であったと回想している[6]。
- 『太陽戦隊サンバルカン』は当初参加する予定はなかったが、メイン監督の竹本弘一が体調不良により降板し、急遽吉川に要請されて参加することになった[2]。
- 『ロボット8ちゃん』では初のパイロット監督を任されたが、シナリオ制作段階で脚本家の大原清秀に「このロボット（8ちゃん）を目の敵にして、見つけたらすぐぶっ壊してバラバラにしたがるような人物を出したらどうだい？」と提案し、バラバラマン（演･斉藤晴彦）というキャラクターが誕生している。しかし後に試写の段階でこのことが知れてしまい、小林曰く「主役の8ちゃんは大切な商品なんだ。その商品を壊すとはけしからん！」とスポンサーのポピーの逆鱗に触れ、第1話で監督を降ろされた[7]。
- 監督の田中秀夫は宇宙刑事シリーズでの小林の仕事について、「彼は凄いものを撮るからね。その分お金も掛かるけど（笑）。でもあれは彼（小林）の粘り勝ちという気もするね。すごく徹夜もするから」と2004年にインタビューで語っていた[要文献特定詳細情報]。
- 宇宙刑事シリーズなどの多数の作品で組んだ脚本家の上原正三は、小林を「日本のジョン・カーペンター」と称し敬愛していると語る[8]。
- 不思議コメディシリーズで仕事をともにした脚本家の浦沢義雄に絶対的な信頼を置き、彼を「天才詩人」と後に評している[7]。小林は、制作予算総額5億円をかけたとされる『大予言/復活の巨神』の脚本を直接浦沢に依頼した。しかし、浦沢が書き下ろした『大予言』のシナリオは小林によると「各方面からいろいろと意見が出た」ため、浦沢は降板。脚本は江連卓が代わりに担当した。因みに小林は、その浦沢のシナリオを気に入っており、申し訳なく思っているという[9]。
- 脚本家の江連卓とは、『おもいっきり探偵団 覇悪怒組』『仮面ライダーBLACK RX』『大魔神 復活の巨神』などの作品で組んだ。江連は、「（小林とは）今でもときどき会いますから、本当に長い付き合いです（笑）」と語っている[10]。小林は、江連の脚本には「彼の話はやや古いというか、教育的な味があり、シュールな作風の大原や浦沢とは違う、僕はそこがいいと思っていたんです」と語っている[7]。
- 『宇宙刑事ギャバン』で初めて出会った撮影の松村文雄は、小林によく可愛がってもらったという。もともとは佐伯孚治監督が小林に、「よくやってくれるキャメラマンがいる」と言ったのがふたりが組むきっかけであったようで、松村は「人のつながり」に感謝したとのこと[11]。後に吉川進から『仮面ライダーBLACK』の撮影監督の要請を受けた松村は、ライダーシリーズ初参加の小林が監督すると聞かされて、当時携わっていた『あぶない刑事』を途中降板して『BLACK』に加わっている[12]。
- 『激走戦隊カーレンジャー』のプロデューサーを務めた髙寺成紀はベテランスタッフを障壁と感じていたため、パイロット監督の小林とも距離を置いて小林の固定観念的な意見にも疑問を抱いていたが、後年になり小林は子供番組として必要最低限の要素を経験に基づいて提案していたのだということに思い至ったという[13]。
- 『カーレンジャー』に出演した岸祐二は、小林について「とても厳しい人だと感じた」ことを述懐している[14]。

## 作品

### 監督
太字はパイロットを担当。

#### テレビドラマ
- 刑事さん[注釈 1]
- キイハンター 第31話「フーテン族強奪作戦」（1968年 - 1973年、東映・TBS）
- プレイガール（1969年 - 1974年、東映・東京12チャンネル）
- 江戸川乱歩シリーズ 明智小五郎 第26話「白昼夢 殺人狂奏曲」（1970年、東映・東京12チャンネル）
- バーディー大作戦（1974年 - 1975年、東映・TBS）
- スパイダーマン（1978年 - 1979年、東映・東京12チャンネル）
- ザ・スーパーガール（1979年 - 1980年、東映・東京12チャンネル）
- ミラクルガール（1980年、東映・東京12チャンネル）
- スーパー戦隊シリーズ（東映・テレビ朝日）
  - 電子戦隊デンジマン（1980年 - 1981年）
  - 太陽戦隊サンバルカン（1981年 - 1982年）
  - 五星戦隊ダイレンジャー（1993年 - 1994年）
  - 忍者戦隊カクレンジャー（1994年 - 1995年）
  - 超力戦隊オーレンジャー（1995年 - 1996年）
  - 激走戦隊カーレンジャー（1996年 - 1997年）
- ロボット8ちゃん（1981-1982年、東映・フジテレビ）
- メタルヒーローシリーズ（東映・テレビ朝日）
  - 宇宙刑事ギャバン（1982年 - 1983年）
  - 宇宙刑事シャリバン（1983年 - 1984年）
  - 宇宙刑事シャイダー（1984年 - 1985年）
  - 巨獣特捜ジャスピオン（1985年 - 1986年）
  - 時空戦士スピルバン（1986年 - 1987年）
- 胸キュン探偵団（1983年、東映・TBS）
- ゲゲゲの鬼太郎（1985年、東映・フジテレビ）
- 仮面ライダーシリーズ（東映・毎日放送）
  - 仮面ライダーBLACK（1987年 - 1988年）
  - 仮面ライダーBLACK RX（1988年 - 1989年）
- ウルトラマンダイナ（1997年 - 1998年、円谷プロ・毎日放送）

#### テレビドキュメンタリー
- ニュードキュメンタリードラマ昭和 松本清張事件にせまる 第20回「証言 60年安保と浅沼刺殺事件」（1984年、東映・テレビ朝日）

#### 映画
- 仮面ライダー世界に駆ける（1989年）
- 超力戦隊オーレンジャー（1995年）

#### オリジナルビデオ
- 妖怪奇伝ゲゲゲの鬼太郎 魔笛エロイムエッサイム（1987年）
- 大予言 復活の巨神（1992年）

### 脚本

#### テレビ
- フラワーアクション009ノ1 第1話（1969年、東映・フジテレビ）[注釈 2][注釈 3]
- 冠婚葬祭屋（1972年、東映・NET）[注釈 2]
- 特捜最前線（1977年 - 1987年、東映・テレビ朝日）[注釈 2]
- 宇宙刑事ギャバン（1982年 - 1983年、東映・テレビ朝日）[注釈 2]
- 時空戦士スピルバン（1986年 - 1987年、東映・テレビ朝日）[注釈 4]

### プロデュース

#### テレビ
- 東映不思議コメディーシリーズ（東映・フジテレビ）
  - おもいっきり探偵団 覇悪怒組（1987年） - プロデューサー
  - じゃあまん探偵団 魔隣組（1988年） - プロデューサー
  - 魔法少女ちゅうかなぱいぱい!（1989年） - 企画
  - 魔法少女ちゅうかないぱねま!（1989年） - 企画
  - 美少女仮面ポワトリン（1990年） - 企画
  - 不思議少女ナイルなトトメス（1991年） - 企画
  - うたう!大龍宮城（1992年） - 企画
  - 有言実行三姉妹シュシュトリアン（1993年） - 企画